# Reino de Butua
Reino de Butua ou Abutua, por vezes chamado de Reino de Tórua, Tóroa, Tóloa ou Tógua em referência à dinastia reinante, foi o nome dado pelos portugueses no século XVI a um Estado dos xonas no atual Zimbábue, possível sucessor do Grande Zimbábue, originado no século XV com capital em Cami e que existiu até 1685, quando foi conquistado pelo Império Rozui.